# Кантемір (річка)
Кантемір — річка в Україні, в межах Болградського району Одеської області. Ліва притока Саки (басейн Чорного моря).

## Опис
Довжина річки 16 км. Долина порівняно вузька і глибока, місцями порізана ярами. Річище слабозвивисте, влітку пересихає. Споруджено 2 ставки. 

## Розташування
Кантемір бере початок на північ від села Новодолинське. Тече переважно на південь (у верхів'ї — частково на південний схід). Впадає до Саки на південний схід від села Іванчанки. 
Річка протікає через села: Новодолинське і Підгірне.